# 특공무술

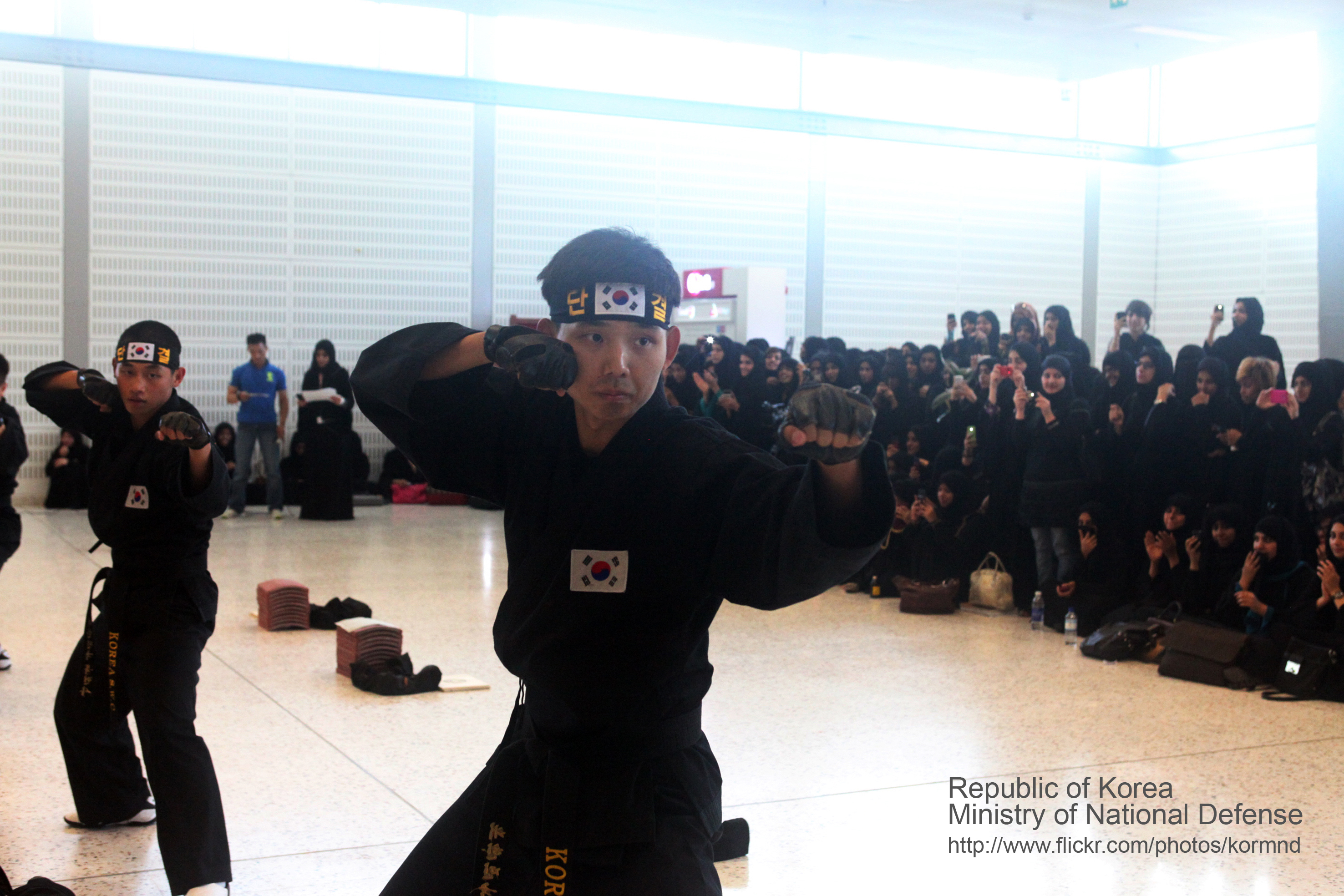
특공무술 시범 모습

특공무술(特攻武術)은 대한민국 국군에서 특공 능력, 특전사 수행 능력, 신체 단련 등을 목적으로 개발한 창시무예이다. 대한민국 특공대, 특전사, 대통령 경호요원 등이 수련한다. 또 위험 상황이 생겼을 때 특공무술로 자기방어를 할 수 있다.

## 같이 보기
- 국선도
- 혈기도
- 단월드
- 택견
- 십팔기도
- 한무도
- 수박도
- 한풀
- 한검도
- 합기도